# Astrosat Media
Astrosat Media byla česká mediální společnost a vydavatelství. V rejstříku byla zapsaná od 30. dubna 1993. Do prosince 2015 ve firmě držely 51% vlastnický podíl mediální společnost Vltava-Labe-Press, a. s. a 49% podíl firma Rtv z německé skupiny Arvato/Bertelsmann. Do června 2016 ji jako společnost s ručením omezeným stoprocentně vlastnila společnost Vltava-Labe-Press. Od 1. července 2016 obě společnosti sfúzovaly do akciové společnosti VLTAVA LABE MEDIA, čímž Astrosat Media zanikla.
V roce 2013 společnost ještě pod jménem Astrosat koupila vydavatelství Sanoma, tato značka z českého trhu zmizela a vydávané tituly přešly pod Astrosat, čímž společnost získala třetí největší podíl mezi vydavateli časopisů na českém trhu za tehdejším Bauer Media a Czech News Center (dříve Ringier). Od 1. ledna 2015 se společnost přejmenovala na Astrosat Media. V té době firma vydavatelsky zastřešovala všechny magazíny skupiny Vltava-Labe-Press, když předtím fúzovala s dalšími vlastními majetkově ovládanými mediálními společnostmi. Vedle již dříve vydávaných titulů TV magazín, TV mini, TV Star, Glanc či Gurmet tak převzala také např. časopisy Vlasta, Story, Týdeník Květy, Překvapení, Praktická žena, českou verzi National Geographic, měsíčník Dům a zahrada či Kondice.